# Pit Schultz
Pit Schultz (* 15. November 1965 in Heidelberg) ist ein deutscher Informatiker, Internetaktivist, Autor, Medienkünstler und Gründer mehrerer netzbasierter Radiostationen. Pit Schultz gilt zusammen mit Geert Lovink als Begründer der Netzkritik.

## Leben
Pit Schultz wuchs zusammen mit seinem jüngeren Bruder Gerriet Schultz, Veranstalter und späterer Gründer des Berliner Clubs WMF in Heidelberg auf. Nach dem Abitur 1986, studierte er ab 1987 Informatik an der TU Berlin. Ab 1990 gründete er die Vereinigung für interdisziplinäre Künste Botschaft mit. 1992 organisierte er den Berliner Knotenpunkt der Piazzetta Virtuale (Van Gogh TV, documenta IX). 1995–97 baute er das Nettime Netzwerk auf und organisierte Workshops und Symposien in Frankfurt, Budapest, Wien, Ljubljana, London, New York. 1998 war er Teil des Hybrid WorkSpace der documenta X in Kassel. 2000 wurde er Gründer und Gesellschafter der Klubradio GmbH, unter deren Dach verschiedene experimentelle Radios ihren Platz fanden, im selben Jahr gründete er auch Mikro, Verein zur Pflege von Medienkulturen in Berlin. 2001 gründete er im Rahmen seiner Aktivitäten zusammen mit der Künstlerin und Autorin Diana McCarty Bootlab, eine Non-Profit-Organisation zur Koordination unabhängiger interdisziplinärer kultureller Projekte. 2003–2004 initiierte er verschiedene Radioprojekte, wie Juniradio.net, Radioriff und Reboot.fm, auf UKW 88,4 MHz in Berlin, welches mehrfach preisgekrönt zu den wichtigsten Kulturradios Deutschlands gehört. 2005 war Schultz Gastdozent an der Merz Akademie in Stuttgart. 2007 gründete er Backyardradio.de, 2009 Herbstradio auf UKW 99,1 MHz in Berlin. 2012 entwickelte er mit Artur Żmijewski im Rahmen der siebten Berlin Biennale Artwiki, ein Wiki als digitalen Ausstellungsort für zeitgenössische Kunst.

## Schriften und Publikationen
- mit Geert Lovink: No.02: Jugendjahre der Netzkritik, Essays zu Web 1.0 (1995–1997). Institute of Network Cultures, Amsterdam 2010, ISBN 978-90-816021-4-3.
- mit Geert Lovink (Hrsg.): Netzkritik: Materialien zur Internet-Debatte. ID-Verlag, 1997, ISBN 3-89408-060-4.